# Mike Newlin
Michael F. Newlin (Portland, Oregón, 2 de enero de 1949) es un exjugador profesional de baloncesto de la NBA. De 1,93 m de altura, jugó en la posición de base para la Universidad de Utah. Fue elegido en el draft de 1971 por los Houston Rockets, en el puesto 24 de la segunda ronda, donde jugó durante 8 temporadas. El resto de su carrera como profesional (1971-1982) en la NBA transcurrió entre New Jersey Nets y New York Knicks. 
Su mejor temporada se dio en 1980-1981, en la cual promedió 21.4 puntos por partido para los Nets. Se retiró en 1982, habiendo acumulado 12,507 puntos en su carrera. Sus estadísticas totales fueron de 14, 9 puntos, 4 asistencias y 3 rebotes, además de un excepcional 87% en tiros libres, que lo colocan entre los 20 mejores de la historia de la NBA en este aspecto.
Newlin reside actualmente en Sugar Land, Texas.

## Estadísticas de su carrera en la NBA

### Temporada regular
| Año     | Equipo     | PJ  | PT  | MPP  | %TC  | %3P  | %TL  | RPP | APP | ROB | TPP | PPP  |
| ------- | ---------- | --- | --- | ---- | ---- | ---- | ---- | --- | --- | --- | --- | ---- |
| 1971-72 | Houston    | 82  | —   | 18.2 | .414 | —    | .750 | 2.8 | 1.6 | —   | —   | 7.6  |
| 1972-73 | Houston    | 82  | —   | 32.4 | .443 | —    | .886 | 4.1 | 5.0 | —   | —   | 17.0 |
| 1973-74 | Houston    | 76  | —   | 34.1 | .448 | —    | .856 | 3.4 | 4.8 | 1.1 | .1  | 18.4 |
| 1974-75 | Houston    | 79  | —   | 34.3 | .482 | —    | .869 | 3.3 | 5.1 | 1.4 | .1  | 14.4 |
| 1975-76 | Houston    | 82  | 82  | 37.4 | .507 | —    | .865 | 4.1 | 5.6 | 1.3 | .1  | 18.6 |
| 1976-77 | Houston    | 82  | —   | 25.8 | .455 | —    | .885 | 2.5 | 3.9 | .7  | .0  | 12.7 |
| 1977-78 | Houston    | 45  | —   | 26.2 | .436 | —    | .874 | 2.7 | 4.5 | 1.2 | .2  | 13.0 |
| 1978-79 | Houston    | 76  | —   | 24.1 | .487 | —    | .872 | 2.2 | 3.8 | .7  | .1  | 10.2 |
| 1979-80 | New Jersey | 78  | —   | 32.2 | .460 | .296 | .884 | 3.4 | 4.0 | 1.5 | .1  | 20.9 |
| 1980-81 | New Jersey | 79  | —   | 36.8 | .497 | .333 | .888 | 2.8 | 3.8 | 1.1 | .1  | 21.4 |
| 1981-82 | New York   | 76  | 32  | 19.8 | .465 | .304 | .857 | 1.2 | 2.2 | .4  | .0  | 9.3  |
| Total   | Total      | 837 | 114 | 29.4 | .466 | .302 | .870 | 3.0 | 4.0 | 1.0 | .1  | 14.9 |

### Playoffs
| Año   | Equipo  | PJ | PT | MPP  | %TC  | %3P | %TL   | RPP | APP | ROB | TPP | PPP  |
| ----- | ------- | -- | -- | ---- | ---- | --- | ----- | --- | --- | --- | --- | ---- |
| 1975  | Houston | 8  | —  | 37.4 | .486 | —   | .897  | 4.1 | 5.6 | 1.5 | .0  | 16.3 |
| 1977  | Houston | 12 | —  | 26.3 | .524 | —   | .750  | 2.8 | 4.4 | 1.3 | .0  | 14.3 |
| 1979  | Houston | 2  | —  | 33.5 | .400 | —   | 1.000 | 3.0 | 2.5 | .5  | .5  | 12.0 |
| Total | Total   | 22 | —  | 31.0 | .500 | —   | .846  | 3.3 | 4.7 | 1.3 | .0  | 14.8 |